# Joseph Farcus
Joseph Jay Farcus (* 17. Juni 1944 in  McKeesport, Pennsylvania) ist ein amerikanischer Architekt, der insbesondere durch seine Tätigkeit als Innenarchitekt für Kreuzfahrtschiffe des Touristikkonzerns Carnival Corporation & plc bekannt wurde.
Farcus studierte Architektur an der University of Florida und erhielt 1969 seine Zulassung. Zu diesem Zeitpunkt war er das jüngste Mitglied des „American Institute of Architects in the U.S.A.“ Sein erster Auftrag für die Kreuzfahrtindustrie war die Projektleitung bei der Modernisierung der „Carnivale“ im Jahr 1975. Zwei Jahre später gründete Farcus sein Architekturbüro in Miami. Seitdem hat er die Innenausstattung der gesamten „Carnival“-Flotte entworfen, darunter auch die der Carnival Destiny, dem ersten Passagierschiff über 100.000 BRZ. Auch das gemeinsame Erkennungszeichen aller Carnival-Schiffe seit dem Bau der Tropicale, der Schornstein dessen oberer Abschluss aus zwei beidseitig nach außen weisenden Schwingen besteht, geht auf Farcus zurück. Er griff damit ein Gestaltungsmerkmal der France auf. Er war darüber hinaus an der Gestaltung der Queen Mary 2 beteiligt.
Zu seinen weiteren Projekten gehören unter anderem ein 23-stöckiges Wohngebäude in Miami, das Hotel „Crystal Palace“ in Nassau (Bahamas) sowie mehrere Kreuzfahrtschiffe der italienischen Reederei Costa Crociere S.p.A.
Joseph Farcus ist verheiratet und Vater dreier Kinder. Er lebt in Miami.